# تيدي وير
تيدي وير (بالإنجليزية: Teddy Ware)‏ (17 سبتمبر 1906 في المملكة المتحدة - 1976 في المملكة المتحدة) هو لاعب كرة قدم بريطاني (وحمل سابقاً جنسية المملكة المتحدة لبريطانيا العظمى وأيرلندا) في مركز نصف الجناح. لعب مع سويندون تاون ونادي برينتفورد ونادي كرو ألكساندرا ونادي ليتون أورينت وتشاثام تاون ‏.